# Keine Macht den Doofen
Keine Macht den Doofen ist eine satirische Verballhornung auf die Anti-Drogen-Kampagne Keine Macht den Drogen.
Der Slogan wurde durch die Rockband Rausch geprägt und etwa 1991/1992 auf T-Shirts gedruckt. Daraufhin drohte das Bundesministerium für Gesundheit der Band mit einer Geldbuße in Höhe von 7.500 DM, sollte diese den Vertrieb der Shirts nicht unterbinden. Der Slogan verballhorne die Anti-Drogen-Initiative des Ministeriums durch ein „täuschend ähnliches T-Shirt“, beklagte die für das Bundesamt tätige Werbeagentur.
Rolf Le Ukel, Bassist der Band, äußerte Ende 1992 hierzu: „Dies ist unser Beitrag zur aktuellen Situation in Deutschland. Ein Rundumschlag gegen Rechtsradikale, Ausländerhass und eine einfallslose Drogenpolitik. Das T-Shirt ist Satire. Satire ist Kunst und somit frei.“
Schon ein Jahr später wurde der Slogan u. a. von der deutschsprachigen Hip-Hop-Formation 4 Reeves aufgegriffen und in den nachfolgenden Jahren insbesondere in Alternative- und Punk-Kreisen populär.